# Molophilus (Molophilus) setilobatus
Molophilus (Molophilus) setilobatus is een tweevleugelige uit de familie steltmuggen (Limoniidae). De soort komt voor in het Neotropisch gebied.